# S/2006 S 20
S/2006 S 20 es un satélite natural de Saturno descubierto por Scott S. Sheppard et al. en 2006 utilizando el telescopio Subaru en los observatorios de Mauna Kea. Fue anunciado por el Centro de Planetas Menores el 23 de mayo de 2023 luego de un periodo de 15 observaciones entre el 5 de enero de 2006 y el 9 de julio de 2021 en el que se confirmó la órbita del satélite.
Se cree que S/2006 S 20 puede ser un fragmento de Febe puesto en órbita alrededor de Saturno debido a un impacto en la superficie de Febe, además de sus características orbitales similares a este último.

## Características orbitales
S/2006 S 20 orbita a Saturno en 563.89 días (1 año y 198 días) con un semieje mayor de 13 199 000 km. Su excentricidad orbital es de 0.192 y su inclinación orbital es de 174.8°.
S/2006 S 20 es parte del grupo Nórdico, un cúmulo dinámico de satélites irregulares retrógrados de Saturno que siguen órbitas similares.

## Características físicas
Tiene un diámetro de aproximadamente 3 kilómetros para una magnitud absoluta de 15.7.